# Gretchen Hartman
Gretchen Hartman (Chicago, Illinois, 28 de agosto de 1897 – Los Angeles, Califórnia, 27 de janeiro de 1979) foi uma atriz estadunidense de cinema e teatro. Fez diversos filmes na era do cinema mudo mas, apesar de sua filmografia, tornou-se mais conhecida como esposa do ator Alan Hale, Sr e mãe do também ator Alan Hale Jr.

## Biografia
Nascida Grace Barrett em Chicago, Illinois, era filha da atriz Agnes A. Hartman, irmã da atriz Ruth Hartman, e tia do também ator Carlyle Blackwell, Jr.
Em 1914, Gretchen casou com o ator Rufus Edward Mackahan (1892-1950), que usava o nome artístico de Alan Hale, Sr., e tiveram três filhos, sendo um deles o ator Alan Hale Jr..
Faleceu em 27 de janeiro de 1979, aos 81 anos, e está sepultada no Forest Lawn Memorial Park, em Glendale, Los Angeles], Califórnia, próxima ao esposo, Alan Hale, Sr.

## Carreira
Iniciou sua atuação no teatro ainda na adolescência, sob o nome de Greta Arbin, antes de fazer sua estréia no cinema. Criou o papel de Mary Jane em Mary Jane's Pa, famosa comédia da Broadway. Atuou nas peças da Broadway ainda na infância, iniciando a carreira aos 9 anos de idade. Suas principais peças foram: The Law and the Man (1906-1907), Uncle Tom's Cabin (1907), Mary Jane's Pa (1908-1909) e Sweethearts (1913-1914).
Começou no cinema fazendo pequenos papéis em curta-metragens a partir de 1911, quando fez o filme “For the Flag of France”, ainda na adolescência. Uma figura popular na era do cinema mudo, seus filmes mais conhecidos são Colomba(1915), do romance de Prosper Mérimée; The Purple Lady (1916); Les Miserables (1917), de Victor Hugo; The Bandbox (1919); Bride 13 (seriado de 1920); His Brothers Keeper (1921); e While Justice Waits (1922).
Em 1915, fez uma versão do popular romance East Lynne, de Mrs. Henry Wood (no Brasil, o romance recebeu o título de “O Pecado de Lady Isabel”, publicado pela Biblioteca das Moças).
Por razões desconhecidas, mudou seu nome para Sonia Markova em Les Miserables, em 1917, quando interpretava Fantine, retornando ao nome Gretchen Hartman logo depois. Além de Sonia Markova, também usou o nome alternativo de Greta Hartman.
Nos anos 1920, sua carreira foi declinando, e aposentou-se com o advento do cinema sonoro. Em 1952, fez ainda um pequeno papel, não creditado, no filme Room for One More.

## Filmografia parcial
- For the Flag of France (1911)
- Masks and Faces (1914)
- East Lynne (1915)
- The Purple Lady (1916)
- The Beast (1916)
- Rolling Stones (1916)
- Les Misérables (1917)
- The House Without Children (1919)
- The Bandbox (1919)
- Bride 13 (1920)
- His Brothers Keeper (1921)
- While Justice Waits (1922)
- Do and Dare (1922)
- She Goes to War (1929)

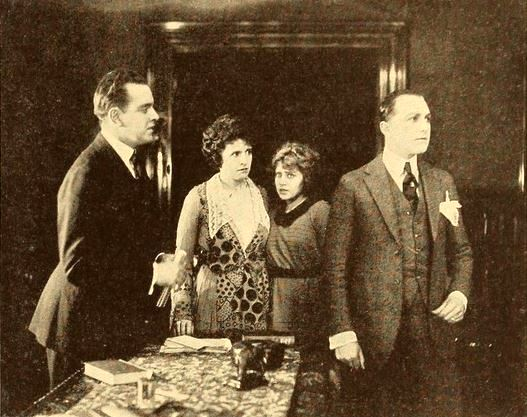
Cena do filme The House Without Children (1919), com Richard Travers, Gretchen Hartman, Helen Weir e Henry G. Sell

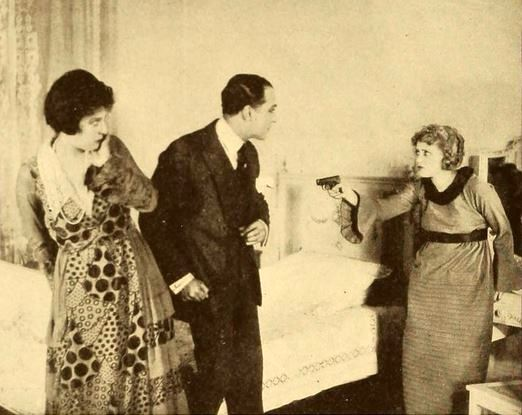
Cena de The House Without Children (1919), com Gretchen Hartman, Richard Travers e Helen Weir

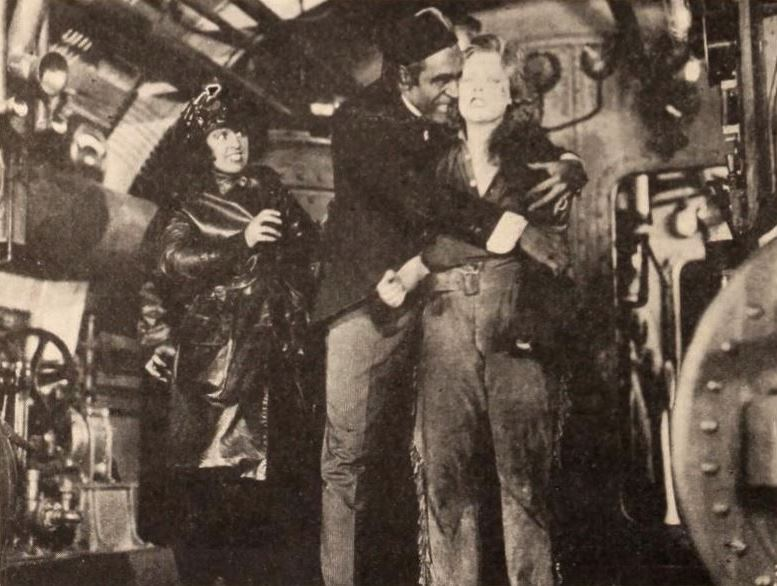
Cena de Bride 13 (1920), com Gretchen Hartman, Arthur Earle e Marguerite Clayton, p. 68, 30 de outubro de 1920, Exhibitors Herald

- The Time, the Place and the Girl (1929)
- The College Coquette (1929)
- Room for One More (1952)